# رود کیفکا
رود کیفکا (انگلیسی: Kiyevka) یک رودخانه در سرزمین پریمورسکی کشور روسیه است.